# A&G ミュージック X
『A&G ミュージック X』（エーアンドジー ミュージック エックス）は、文化放送 超!A&G+で配信されていたインターネットラジオ番組である。

## 概要
この番組では、文化放送のアニラジ番組枠である「文化放送A&Gゾーン」に関連した、アニメ・ゲーム関連の音楽を「A&G ミュージック」と定義付け、週替わりでテーマを設定し、そのテーマに沿った楽曲を送る番組である。なお、放送回によってはそのテーマに沿った声優やアーティスト、クリエイターなどをナビゲーターに迎え、そのナビゲーター独自の切り口で楽曲の解説も行う場合がある。
2023年4月からは最終土曜日のみ『伊福部崇のラジオのラジオ』が配信されるため本番組は休止、また日曜日のリピート枠は3月26日をもって終了、4月以降は翌週（最終週を挟む場合は翌々週）にリピート配信を行う形に変更されている。

## 放送リスト
| 回 | 放送日   | サブタイトル                                                                            | ナビゲーター                                                          |
| 2022年 | 2022年   | 2022年                                                                                  | 2022年                                                                |
| --- | -------- | --------------------------------------------------------------------------------------- | --------------------------------------------------------------------- |
| 1 | 4月9日   | 作家・草野華余子 解体新書                                                               | 草野華余子                                                            |
| 2 | 4月16日  | 「神谷浩史・小野大輔のDearGirl〜Stories〜」番組15周年記念！ DGSソング特集               | 内田浩之、竹内彰廣                                                    |
| 3 | 4月23日  | 「神谷浩史・小野大輔のDearGirl〜Stories〜」番組15周年記念！ DGSソング特集パート2        | 内田浩之、竹内彰廣                                                    |
| 4 | 4月30日  | 芹澤優の帰宅部アニソン                                                                  | 芹澤優                                                                |
| 5 | 5月7日   | DIALOGUE+特集                                                                           | 内山悠里菜、稗田寧々                                                  |
| 6 | 5月14日  | 「神谷浩史・小野大輔のDearGirl〜Stories〜」番組15周年記念！ DGSソング特集パート3        | 内田浩之、竹内彰廣                                                    |
| 7 | 5月21日  | 2022年春アニメ特集                                                                      | 松井佐祐里（ナレーション）                                            |
| 8 | 5月28日  | 千葉翔也の「まだ間に合う！駆け込みpredia」                                              | 千葉翔也                                                              |
| 9 | 6月4日   | 2022年春アニメ特集 第2弾                                                                | 松井佐祐里（ナレーション）                                            |
| 10 | 6月11日  | シン・ウルトラマン大ヒット公開中！『タカハシヒョウリpresents ウルトラミュージック特集』 | タカハシヒョウリ（選曲） 山田弥希寿（ナレーション）                   |
| 11 | 6月18日  | GARNiDELiA MARiA特集                                                                    | MARiA（GARNiDELiA）                                                   |
| 12 | 6月25日  | 「神谷浩史・小野大輔のDearGirl〜Stories〜」番組15周年記念！ DGSソング特集パート4        | 内田浩之、竹内彰廣                                                    |
| 13 | 7月2日   | ご当地A&Gミュージック〜京都〜                                                           | 上田瞳（ナレーション）                                                |
| 14 | 7月9日   | 渡辺宙明特集                                                                            | 山田弥希寿（ナレーション）                                            |
| 15 | 7月16日  | sumika黒田隼之介のめくりめくるアニソンプレイリスト                                      | 黒田隼之介（sumika）                                                  |
| 16 | 7月23日  | スタッフXからの挑戦状                                                                   | スタッフX（選曲・ナレーション）                                       |
| 17 | 7月30日  | 安野希世乃の夏とヒゲダンと私                                                            | 安野希世乃                                                            |
| 18 | 8月6日   | 作詞作曲家・岡嶋かな多 特集                                                             | 岡嶋かな多                                                            |
| 19 | 8月13日  | HIGHWAY STAR PARTY 開催記念特番                                                         | 遠藤正明、きただにひろし、奥井雅美（JAM Project） e-ZUKA（GRANRODEO） |
| 20 | 8月20日  | 聴けば心がSparkle！アニサマ2022出演アーティスト特集！                                   | 齋藤光二、田中秀和                                                    |
| 21 | 8月27日  | 超!A&G+15周年記念 A&Gソング特集パート1                                                  | （ナビゲーターなし）                                                  |
| 22 | 9月3日   | 超!A&G+15周年記念 A&Gソング特集パート2                                                  | （ナビゲーターなし）                                                  |
| 23 | 9月10日  | ご当地A&Gミュージック〜沖縄〜                                                           | 紡木吏佐（ナレーション）                                              |
| 24 | 9月24日  | ご当地A&Gミュージック〜長野〜                                                           | 守屋亨香（ナレーション）                                              |
| 25 | 10月1日  | AnlyのKAKKOIIアニソンプレイリスト                                                       | Anly                                                                  |
| 26 | 10月15日 | A&Gオールスター2022特集                                                                 | 松井佐祐里（ナレーション）                                            |
| 27 | 10月22日 | ご当地A&Gミュージック〜宮城〜                                                           | 立花日菜（ナレーション）                                              |
| 28 | 10月29日 | スタッフXからの挑戦状 弐                                                                | スタッフX（選曲・ナレーション）                                       |
| 29 | 11月5日  | 文化特集                                                                                | 長谷川のび太（ナレーション）                                          |
| 30 | 11月12日 | TOOBOEの心臓プレイリスト                                                                | TOOBOE                                                                |
| 31 | 11月19日 | ご当地A&Gミュージック〜兵庫〜                                                           | 千春（ナレーション）                                                  |
| 32 | 11月26日 | おれパラ2022 15th Anniversary 特番 〜This 15 It〜                                       | 小野大輔、鈴村健一、森久保祥太郎、寺島拓篤                            |
| 33 | 12月10日 | ジャンプアニソン特集〜前編〜                                                            | （ナビゲーターなし）                                                  |
| 34 | 12月17日 | ジャンプアニソン特集〜後編〜                                                            | （ナビゲーターなし）                                                  |
| 35 | 12月24日 | クリスマスアニソン特集                                                                  | 本泉莉奈（ナレーション）                                              |
| 36 | 12月31日 | 2022年アニソン特集                                                                      | 早見沙織                                                              |
| 2023年 |          |                                                                                         |                                                                       |
| 37 | 1月7日   | カノエラナが影響を受けた曲リスト                                                        | カノエラナ                                                            |
| 38 | 1月21日  | スタッフXからの挑戦状 参                                                                | スタッフX（選曲・ナレーション）                                       |
| 39 | 1月28日  | 異世界“転生”アニメ特集                                                                  | 稗田寧々（ナレーション）                                              |
| 40 | 2月4日   | 節分特集                                                                                | 長谷川のび太（ナレーション）                                          |
| 41 | 2月11日  | GRANRODEO LIVE 2023 特番 〜Rodeo Jet Coaster〜                                          | GRANRODEO（KISHOW、e-ZUKA）                                           |
| 42 | 2月25日  | ご当地A&Gミュージック〜北海道〜                                                         | 日岡なつみ（ナレーション）                                            |
| 43 | 3月4日   | 卒業特集                                                                                | 長谷川のび太（ナレーション）                                          |
| 3月11日は『超!A&G+スペシャル 第十七回 声優アワード授賞式生中継SP』配信に伴う特別編成のため休止。                        |          |                                                                                         |                                                                       |
| 44 | 3月18日  | センバツスタート！春の高校野球特集                                                      | 山田弥希寿（ナレーション）                                            |
| 45 | 3月25日  | スタッフXからの挑戦状 肆                                                                | スタッフX（選曲・ナレーション）                                       |
| 4月1日は『中島ヨ式²』最終回特番配信のため休止。                                                                         |          |                                                                                         |                                                                       |
| 以下の週からは配信翌週（毎月最終週を挟む場合は翌々週）にリピート配信。                                                  |          |                                                                                         |                                                                       |
| 46 | 4月8日   | Season2特集                                                                             | 進藤あまね（ナレーション）                                            |
| 47 | 4月22日  | ずんだもんとドライブしたくなる アニソン・ボカロセレクション Good Play Track             | VOICEVOX：ずんだもん                                                  |
| 48 | 5月14日  | 母の日特集                                                                              | 長谷川のび太（ナレーション）                                          |
| 49 | 6月3日   | ご当地A&GミュージックSP〜九州〜                                                         | 鈴原希実（ナレーション）                                              |
| 50 | 6月17日  | 須永、綴ります。〜言葉の魔術師？それとも創造主？畑亜貴作詞の楽曲特集〜                  | 須永兼次                                                              |
| 51 | 7月8日   | 海特集                                                                                  | 長谷川のび太（ナレーション）                                          |
| 52 | 7月22日  | ご当地A&GミュージックSP〜埼玉〜                                                         | 会沢紗弥（ナレーション）                                              |
| 53 | 8月12日  | スタッフXからの挑戦状 伍                                                                | スタッフX（選曲・ナレーション）                                       |
| 54 | 9月16日  | Amber'sの Special thanks アニソン                                                       | Amber's                                                               |
| 55 | 10月7日  | スタッフXからの挑戦状 陸                                                                | スタッフX（選曲・ナレーション）                                       |
| 56 | 10月21日 | 秋特集                                                                                  | 長谷川のび太（ナレーション）                                          |
| 57 | 11月11日 | 八木海莉のknow music                                                                    | 八木海莉                                                              |
| 11月18日は『TVアニメ「ホリミヤ -piece-」WEBラジオ 〜生徒会長が物申す！ジェネギャ☆ラジオ！〜リターンズ』配信のため休止。 |          |                                                                                         |                                                                       |
| 58 | 12月9日  | スタッフXからの挑戦状 漆                                                                | スタッフX（選曲・ナレーション）                                       |
| 59 | 12月23日 | 2022年アニソン特集                                                                      | 羊宮妃那                                                              |
| 2024年 |          |                                                                                         |                                                                       |
| 60 | 1月13日  | GLASGOWの充電アニソン                                                                   | GLASGOW                                                               |
| 61 | 2月3日   | 須永、綴ります。〜みんな聴こうぜ！アニソンアーティストの楽曲特集〜                      | 須永兼次                                                              |
| 2月17日は『TVアニメ「ホリミヤ -piece-」WEBラジオ 〜生徒会長が物申す！ジェネギャ☆ラジオ！〜リターンズ』配信のため休止。  |          |                                                                                         |                                                                       |
| 62 | 3月2日   | スピラ・スピカ 幹葉の栄養満点アニソン                                                   | 幹葉（スピラ・スピカ）                                                |
| 3月9日は『超!A&G+スペシャル 第十八回 声優アワード授賞式生中継SP』配信に伴う特別編成のため休止。                         |          |                                                                                         |                                                                       |
| 63 | 3月16日  | スタッフXからの挑戦状 終                                                                | スタッフX（選曲・ナレーション）                                       |